# Блюдниківська сільська рада
| Блюдниківська сільська рада — орган місцевого самоврядування у Галицькому районі Івано-Франківської області з адміністративним центром у с. Блюдники. Історична дата утворення: в 1947 році. Водоймища на території, підпорядкованій даній раді: річка Лімниця. Сільській раді підпорядковані населені пункти: - с. Блюдники — населення 716 чол.; площа 17,387 км² - с. Ганнівці — населення 161 чол.; площа 3,114 км² - с. Курипів — населення 169 чол.; площа 4,629 км² - с. Пукасівці — населення 207 чол.; площа 3,065 км² - с. Темирівці — населення 285 чол.; площа 13,387 км² |

## Склад ради
Рада складається з 16 депутатів та голови.

### Керівний склад ради
| ПІБ                        | Основні відомості                                            | Дата обрання | Дата звільнення |
| -------------------------- | ------------------------------------------------------------ | ------------ | --------------- |
| Балащук Кирило Олексійович | Сільський голова, 1960 року народження, освіта, безпартійний | 26.03.2006   | 31.10.2010      |

Примітка: таблиця складена за даними джерела